# Хласа, Кеннет
Кеннет Хласа (англ. Kenneth Hlasa; род. 2 марта 1955) — лесотский легкоатлет, выступавший в беге на средние дистанции и марафонском беге. Участник летних Олимпийских игр 1980 года.

## Биография
Кеннет Хласа родился 2 марта 1955 года.
В 1978 году участвовал в Играх Содружества в Эдмонтоне. В марафоне занял 26-е место с результатом 2 часа 25 минут 35 секунд.
В 1980 году вошёл в состав сборной Лесото на летних Олимпийских играх в Москве. В беге на 800 метров занял в четвертьфинале последнее, 7-е место, показав результат 1 минута 56,1 секунды и уступив 6,3 секунды попавшему в полуфинал с 4-го места Шри Раму Сингху из Индии. Также был заявлен в марафоне, но не вышел на старт.
В 1986 году участвовал в Играх Содружества в Эдинбурге. В марафоне занял 16-е место (2:29.47).

## Личный рекорд
- Бег на 800 метров — 1.56,1 (24 июля 1980, Москва)[5]